# 贝尔蒙-吕泰济约
贝尔蒙-吕泰济约（法語：Belmont-Luthézieu，法語發音：[bɛlmɔ̃ lytezjø]）是法国东部安省的一个旧市镇，属于贝莱区。贝尔蒙-吕泰济约于1974年由原市镇贝尔蒙（Belmont）和吕泰济约（Luthézieu）合并而成。2019年，贝尔蒙-吕泰济约与邻近3个市镇合并为新市镇塞朗河畔瓦尔罗梅。

## 地理
贝尔蒙-吕泰济约（45°52'50"N, 5°39'40"E）面积19.77 平方千米，位于法国奥弗涅-罗讷-阿尔卑斯大区安省，该省份为法国东部省份，北起汝拉省，西北接索恩-卢瓦尔省，西接罗讷省和里昂大都会，南至伊泽尔省，东与萨瓦省、上萨瓦省和瑞士接壤。
与贝尔蒙-吕泰济约接壤的市镇（或旧市镇、城区）包括：阿特马尔、瓦尔罗梅地区香槟、圣马丹德巴韦勒、叙特里约、泰济略、维约、大维里约。
贝尔蒙-吕泰济约的时区为UTC+01:00、UTC+02:00（夏令时）。

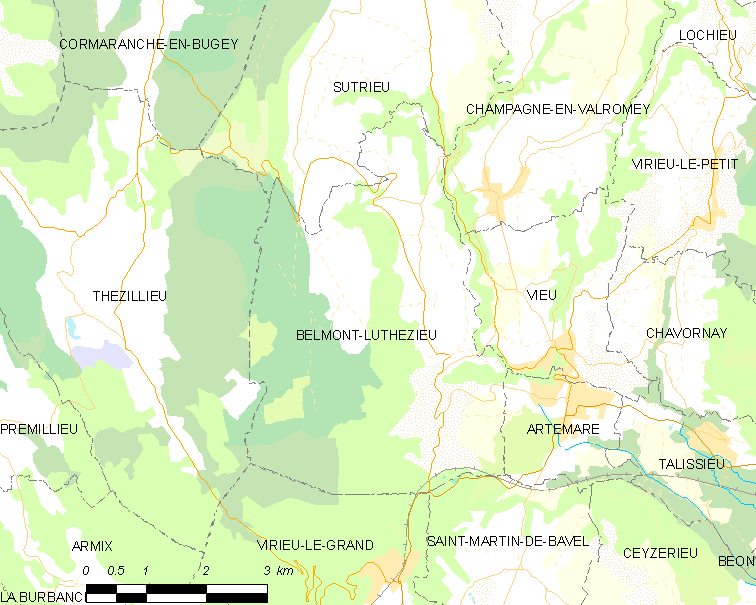
贝尔蒙-吕泰济约的OSM定位图

## 行政
贝尔蒙-吕泰济约的邮政编码为01260，INSEE市镇编码为01036。

## 政治
贝尔蒙-吕泰济约所属的省级选区为普拉托多特维尔县。

## 人口

1962-2008年间贝尔蒙-吕泰济约人口变化图示

贝尔蒙-吕泰济约于2018年1月1日时的人口数量为606人。